# Gmina Excelsior (Iowa)

Położenie Gminy Excelsior w hrabstwie Dickinson

Gmina Excelsior (ang. Excelsior Township) – gmina w USA, w stanie Iowa, w hrabstwie Dickinson. Według danych z 2000 roku gmina miała 186 mieszkańców, a jej powierzchnia wynosi 94,16 km².